# Mooji
Anthony Paul Moo-Young, känd som Mooji, född 29 januari 1954 i Port Antonio på Jamaica, är en andlig lärare eller guru. Han är sedan 1969 bosatt i London-stadsdelen Brixton. Han var elev till Papaji, som var en direkt lärjunge till den icke-dualistiska advaitamästaren Ramana Maharshi. Mooji har ibland kallat sin avslappnade metod, "den lata människans väg till upplysning".